# جيوفاني لومباردو راديس
جيوفاني لومباردو راديس (بالإيطالية: Giovanni Lombardo Radice)‏ هو كاتب سيناريو وممثل إيطالي، ولد في 23 سبتمبر 1954 بروما في إيطاليا.

## أعمال

### أفلام
- (2002) عصابات نيويورك[7][8][9]

## وصلات خارجية
- جيوفاني لومباردو راديس على موقع IMDb (الإنجليزية)
- جيوفاني لومباردو راديس على موقع قاعدة بيانات الأفلام العربية
- جيوفاني لومباردو راديس على موقع ألو سيني (الفرنسية)
- جيوفاني لومباردو راديس على موقع أول موفي (الإنجليزية)
- جيوفاني لومباردو راديس على موقع قاعدة بيانات الأفلام السويدية (السويدية)
- جيوفاني لومباردو راديس على موقع ديسكوغز (الإنجليزية)
- جيوفاني لومباردو راديس على موقع قاعدة بيانات الفيلم (الإنجليزية)
- جيوفاني لومباردو راديس على موقع كينوبويسك (الروسية)